# Padang Cermin (Selesai)
Padang Cermin is een bestuurslaag in het regentschap Langkat van de provincie Noord-Sumatra, Indonesië. Padang Cermin telt 9489 inwoners (volkstelling 2010).